# Хан Герман Борисович
Герман Борисович Хан (24 жовтня 1961 Київ, УРСР) — російсько-ізраїльський підприємець, мільярдер. Співвласник та акціонер Альфа-Груп та інвестиційної компанії L1 Energy (належить Альфа-Груп); володіє та керує Альфа-Груп разом зі своїм партнером Михайлом Фрідманом. Член Бюро президії Російського єврейського конгресу. Підтримує путінську агресію, тому перебуває під санкціями.

## Біографія

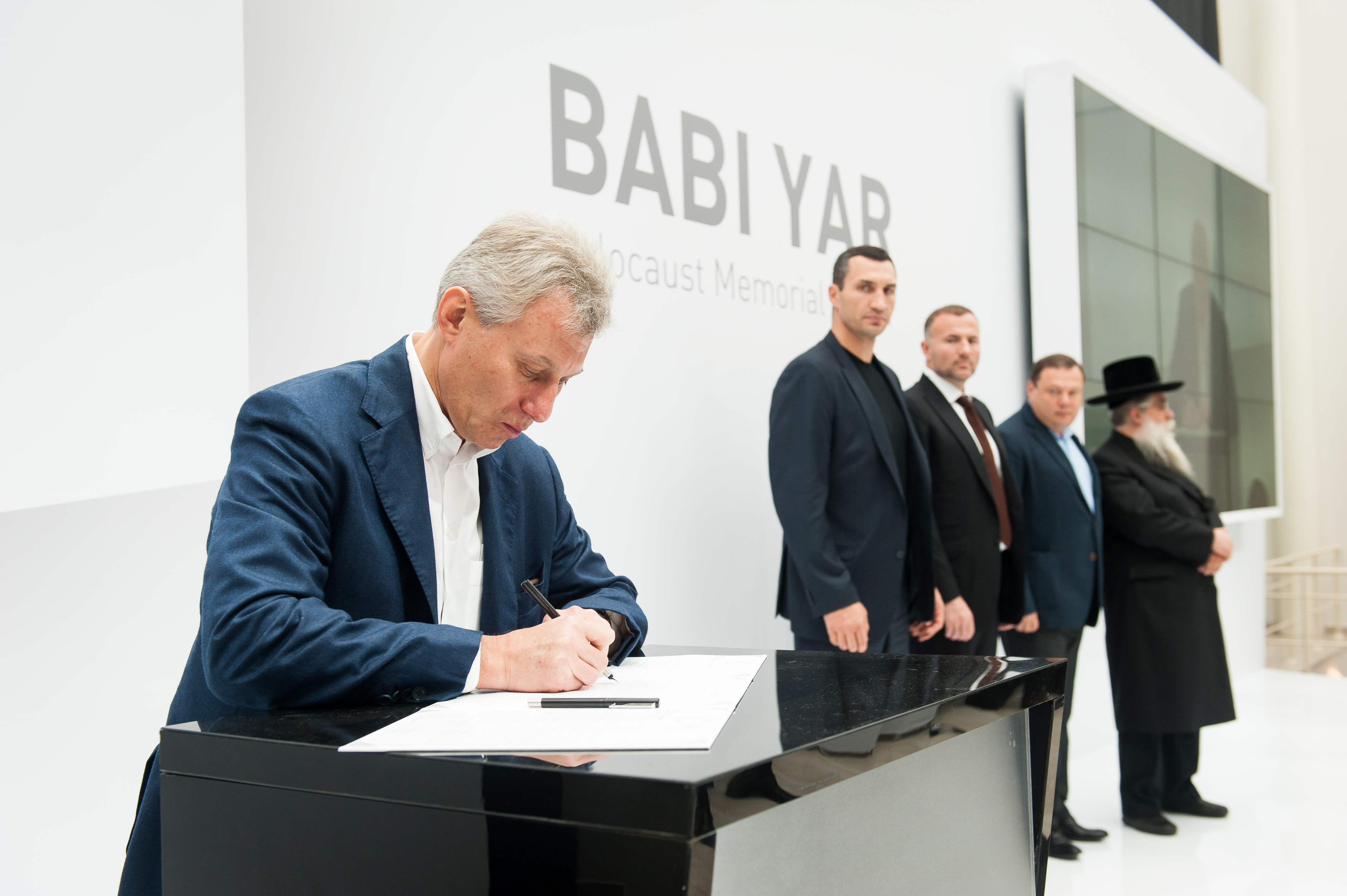
Герман Хан, Володимир Кличко, Михайло Фрідман та Павло Фукс

Батько — учений, відомий фахівець в галузі металургії. Герман серйозно займався боксом, закінчив школу в 1978 році.
Після школи рік працював слюсарем на Київському дослідно-експериментальному заводі нестандартного обладнання.
У 1982 році з відзнакою закінчив індустріально-педагогічний технікум. Поступив в Московський державний інститут сталі і сплавів, на факультет лиття чорних металів. Під час навчання познайомився з Михайлом Фрідманом і Олексієм Кузьмичовим.
У 1989 році створив кооператив «Александріна», який займався пошиттям одягу.
На запрошення Михайла Фрідмана з 1990 по 1992 роки обіймав посаду начальника гуртової торгівлі компанії «Альфа-Еко».
У 1996 році Хан обійняв посаду президента компанії «Альфа-Еко».
З початку 1998 року став заступником голови правління і першим віце-президентом «Тюменської нафтової компанії». Обіймав посаду виконавчого директора ТНК-ВР і курував всю операційну діяльність компанії, за винятком газового сектора. Після завершення в березні 2013 року угоди з купівлі ТНК-ВР «Роснефтью» Хан серед п'ятьох топ-менеджерів покинув компанію.
Входить до Наглядової ради консорціуму «Альфа Груп», до рад директорів Alfa Finance Holdings S.A. (Нафтові й фінансові активи) і ABH Holdings Corp. (Холдингової компанії банківської групи «Альфа-Банк»).
17 червня 2013 очолив компанію L1 Energy, створену консорціумом «Альфа-груп» для здійснення інвестицій в міжнародний нафтогазовий сектор.

## Громадянства
Має ізраїльське та російське громадянства.

## Заснування Меморіального центру Голокосту «Бабин Яр» (МЦГБЯ)
У 2016 році, разом з іншими російськими олігархами Михайлом Фрідманом та Павлом Фуксом заснував проєкт Меморіального центру Голокосту «Бабин Яр» (МЦГБЯ) й разом вони пообіцяли інвестувати $100 доларів США у його створення; з 2017 року офіційно став членом Наглядової ради МЦГБЯ.

## Підозра у зв'язках з Володимиром Путіним

### Потрапляння у«Список Путіна»Міністерства фінансів США (2018)
З 2018 року Герман Хан перебуває у так званому «списку Путіна» Міністерства фінансів США (англ. U.S. Department of the Treasury). До цього списку, згідно з Актом про протидію ворогам Америки шляхом санкцій 29 січня 2018 року були внесені понад 200 росіян, наближених до президента Росії Володимира Путіна, й щодо яких можуть бути запроваджені санкції.

### Потрапляння до«Списку Путіна»Форуму вільної Росії (2018)
З грудня 2018 року Герман Хан перебуває у так званому «Списку Путіна» Форуму вільної Росії; Хана звинувачують в організованій злочинності, в економічній злочинності, у корупції та що його Альфа-груп має тісні зв'язки з Кремлем.

## Санкції
Герман Борисович Хан підтримував дії та політику Путіна, що підривають або загрожують територіальній цілісності, суверенітету та незалежності України. До нього, та активів його компаній введено санкції.